# CPE
CPE (англ. Carboxypeptidase E) – білок, який кодується однойменним геном, розташованим у людей на короткому плечі 4-ї хромосоми.  Довжина поліпептидного ланцюга білка становить 476 амінокислот, а молекулярна маса — 53 151.
| 10         |  | 20         |  | 30         |  | 40         |  | 50         |
| ---------- |  | ---------- |  | ---------- |  | ---------- |  | ---------- |
| MAGRGGSALL |  | ALCGALAACG |  | WLLGAEAQEP |  | GAPAAGMRRR |  | RRLQQEDGIS |
| FEYHRYPELR |  | EALVSVWLQC |  | TAISRIYTVG |  | RSFEGRELLV |  | IELSDNPGVH |
| EPGEPEFKYI |  | GNMHGNEAVG |  | RELLIFLAQY |  | LCNEYQKGNE |  | TIVNLIHSTR |
| IHIMPSLNPD |  | GFEKAASQPG |  | ELKDWFVGRS |  | NAQGIDLNRN |  | FPDLDRIVYV |
| NEKEGGPNNH |  | LLKNMKKIVD |  | QNTKLAPETK |  | AVIHWIMDIP |  | FVLSANLHGG |
| DLVANYPYDE |  | TRSGSAHEYS |  | SSPDDAIFQS |  | LARAYSSFNP |  | AMSDPNRPPC |
| RKNDDDSSFV |  | DGTTNGGAWY |  | SVPGGMQDFN |  | YLSSNCFEIT |  | VELSCEKFPP |
| EETLKTYWED |  | NKNSLISYLE |  | QIHRGVKGFV |  | RDLQGNPIAN |  | ATISVEGIDH |
| DVTSAKDGDY |  | WRLLIPGNYK |  | LTASAPGYLA |  | ITKKVAVPYS |  | PAAGVDFELE |
| SFSERKEEEK |  | EELMEWWKMM |  | SETLNF     |  |            |  |            |

A: Аланін

C: Цистеїн

D: Аспарагінова кислота

E: Глутамінова кислота

F: Фенілаланін

G: Гліцин

H: Гістидин

I: Ізолейцин

K: Лізин

L: Лейцин

M: Метіонін

N: Аспарагін

P: Пролін

Q: Глутамін

R: Аргінін

S: Серин

T: Треонін

V: Валін

W: Триптофан

Кодований геном білок за функціями належить до гідролаз, протеаз, металопротеаз, карбоксипептидаз. 
Задіяний у таких біологічних процесах як поліморфізм, альтернативний сплайсинг. 
Білок має сайт для зв'язування з іонами металів, іоном цинку. 
Локалізований у ядрі, мембрані, цитоплазматичних везикулах.
Також секретований назовні.